# American Horror Story: Hotel
American Horror Story: Hotel is het vijfde seizoen van de Amerikaanse dramaserie American Horror Story. Het verhaal staat los van het voorgaande seizoen en speelt zich hoofdzakelijk af in en rond een hotel. Het verhaal was gebaseerd op de seriemoordenaar H.H. Holmes die in de laatste jaren van de 19e eeuw in Chicago een hotel had waarin hij mensen vermoordde met behulp van valkuilen, gaskamers en een luchtdichte kluis.
Net als in Freak Show, zullen ook in Hotel enkele personages uit een voorgaand seizoen opduiken.

## Rolverdeling

### Hoofdbezetting
- Lady Gaga als Elizabeth
- Kathy Bates als Iris
- Sarah Paulson als Sally McKenna
- Evan Peters als James March
- Wes Bentley als John Lowe
- Matt Bomer als Donovan
- Chloë Sevigny als Alex Lowe
- Denis O'Hare als Liz Taylor
- Cheyenne Jackson als Will Drake
- Angela Bassett als Ramona Royale

### Special guests
- Mare Winningham als Hazel Evers
- Finn Wittrock als Tristan Duffy / Rudolph Valentino
- Naomi Campbell als Claudia Bankson
- Lily Rabe als Aileen Wuornos

### Terugkerende bezetting
- Richard T. Jones als Andrew Hahn
- Christine Estabrook als Marcy
- Max Greenfield als Gabriel
- Darren Criss als Justin
- Mädchen Amick als Mevrouw Ellison
- Alexandra Daddario als Natacha Rambova
- Helena Mattsson als Agnetha
- Kamilla Alnes als Vendela

## Afleveringen
| Afleveringnummer | Afleveringnummer | Titel                       | Eerste uitzending VS |
| Serie            | Seizoen          | Titel                       | Eerste uitzending VS |
| ---------------- | ---------------- | --------------------------- | -------------------- |
| 52               | 1                | Checking In                 | 7 oktober 2015       |
| 53               | 2                | Chutes and Ladders          | 14 oktober 2015      |
| 54               | 3                | Mommy                       | 21 oktober 2015      |
| 55               | 4                | Devil's Night               | 28 oktober 2015      |
| 56               | 5                | Room Service                | 4 november 2015      |
| 57               | 6                | Room 33                     | 11 november 2015     |
| 58               | 7                | Flicker                     | 18 november 2015     |
| 59               | 8                | The Ten Commandments Killer | 2 december 2015      |
| 60               | 9                | She Wants Revenge           | 9 december 2015      |
| 61               | 10               | She Gets Revenge            | 16 december 2015     |
| 62               | 11               | Battle Royale               | 6 januari 2016       |
| 63               | 12               | Be Our Guest                | 13 januari 2016      |